# Le Theil (Orne)
Le Theil è un comune francese di 1 935 abitanti situato nel dipartimento dell'Orne nella regione della Normandia.

## Società

### Evoluzione demografica
Abitanti censiti